# أندرو غيل
أندرو غيل (28 نوفمبر 1983 في المملكة المتحدة - ) (بالإنجليزية: Andrew Gale)‏ هو لاعب كريكت بريطاني. لعب مع نادي مقاطعة يوركشاير للكريكت ‏.

## وصلات خارجية
- أندرو غيل على موقع إي آس بي آن كريك إنفو (الإنجليزية)